# Prambachkirchen
Prambachkirchen är en ort och kommun  i Österrike. Den ligger i distriktet Eferding i förbundslandet Oberösterreich, 180 kilometer väster om huvudstaden Wien.
Kommunen består av 35 orter (Ortschaften) (inom parentes invånarantal 1 januari 2024):

- Andrichsberg (12)
- Baumgarten (24)
- Dachsberg (38)
- Gallham (95)
- Gföllnerwald (103)
- Großsteingrub (67)
- Grüben (17)
- Gschnarret (53)
- Hundswies (59)
- Kleinsteingrub (47)
- Langstögen (48)
- Mairing (130)
- Mittergallsbach (108)
- Mitterwinkl (27)
- Niederwinkl (26)
- Oberdoppl (27)
- Obereschlbach (18)
- Oberfreundorf (80)
- Obergallsbach (65)
- Pertmannshub (14)
- Prambachkirchen (1 244)
- Prattsdorf (93)
- Reith (18)
- Sallmannsberg (40)
- Schöffling (54)
- Stallberg (29)
- Steinbruch (94)
- Taubing (22)
- Unterbruck (12)
- Unterdoppl (64)
- Untereschlbach (21)
- Untergallsbach (51)
- Unterprambach (60)
- Uttenthal (79)
- Weinberg (38)